# Zhang Hongwei
Zhang Hongwei (chinesisch 張宏偉 / 张宏伟, Pinyin Zhāng Hóngwěi; * 26. April 1975) ist ein ehemaliger chinesischer Leichtathlet, der sich auf den Stabhochsprung spezialisiert hat. Seine größten Erfolge feierte er mit dem Gewinn der Goldmedaille bei den Asienmeisterschaften 2000 und den Hallenasienmeisterschaften 2004. 

## Sportliche Laufbahn
Erste internationale Erfahrungen sammelte Zhang Hongwei vermutlich im Jahr 1998, als er bei den Asienmeisterschaften in Fukuoka keine gültige Höhe zustande brachte. Im Jahr darauf belegte er bei den Militärweltspielen in Zagreb mit übersprungenen 5,40 m den fünften Platz und 2000 siegte er mit derselben Höhe bei den Asienmeisterschaften in Jakarta. 2004 siegte er mit 5,40 m bei den erstmals ausgetragenen Hallenasienmeisterschaften in Teheran und im Jahr darauf gewann er bei den Asienmeisterschaften in Incheon mit 5,20 m die Silbermedaille hinter dem Japaner Daichi Sawano. Zudem brachte er bei den Ostasienspielen in Macau keinen gültigen Versuch zustande. 2007 bestritt er seine letzten offiziellen Wettkämpfe und beendete daraufhin seine aktive sportliche Karriere im Alter von 32 Jahren.
In den Jahren 2000 und von 2003 bis 2005 wurde Zhang chinesischer Meister im Stabhochsprung.

## Persönliche Bestleistungen
- Stabhochsprung: 5,63 m, 13. Mai 2000 in Deyang
  - Stabhochsprung (Halle): 5,41 m, 20. März 2003 in Toyota